# Хэнкок, Дэвид
Дэвид Хэнкок (англ. David Hancock, 7 сентября 1932, Бат — 13 марта 2021, Котсуолд, Оксфордшир) — автор книг и множества статей о породах собак и их истории, признанный специалист по разведению и оценке собак. Профессиональный военный, военнослужащий Британской армии, полковник, кавалер Ордена Британской империи (1971).

## Биография
Дэвид Хэнкок родился в Бате 7 сентября 1932 года. Отец, в Первую мировую войну служивший в кавалерийском полку, потерял лёгкое после отравления газом и умер, когда Дэвиду было 14 лет. Мать работала швеёй. В юности Хэнкок намеревался стать ветеринаром и в качестве помощника ветеринара посещал известные питомники и выставки собак.. Получил стипендию на обучение в городской школе для мальчиков. Принял участие в арктических экспедициях Британского школьного исследовательского общества (англ. British Schools Exploring Society) в Исландию и Лапландию. Дневники из этой экспедиции легли в основу его первой публикации — серии из трёх статей в The Illustrated London News в ноябре 1951 года. Будучи ещё учеником школы, был принят в команду по регби, а в 1951 году в составе школьной сборной Англии участвовал в матче с Францией.
В конце 1951 года вступил Сомерсетский лёгкий пехотный полк в Торнтоне. В 1952 поступил в Военную академию в Сандхерсте, а после окончания зачислен в 1-й батальон Сомерсетской лёгкой пехоты. Служил командиром взвода во время войны в Малайе, выполнял функции офицера разведки и помощника командира. В 1956 служил в разведке на Кипре. Участвовал в военной операции в Иордании в 1958. В составе 1-го батальона полка лёгкой пехоты Сомерсета и Корнуэлла в 1960 был направлен в Оснабрюк и Зольтау в Германии. После обучения с 1964 года в армейском штабном колледже служил в 51-м штабе Бригады гуркхов во время операции на Борнео. В течение двух лет с 1966 служил в Министерстве обороны в должности офицера генерального штаба. В 1968 году командовал стрелковой ротой 1-го батальона лёгкой пехоты в Северной Ирландии, отличился в сборе очень ценных разведывательных данных, за это в 1971 награждён орденом Британской Империи. После возвращения из Северной Ирландии служил в Министерстве обороны и штабе сухопутных войск на разных должностях. В 1977 произведён в звание полковника. Вышел на пенсию в 1983 году.
В течение 14 лет сотрудничал с Национальным фондом: управлял поместьем Шагборо и превратил его в популярный туристический объект, руководил «Центром редких пород» (англ. Rare Breed Center), занимающимся сохранением и популяризацией редких пород сельскохозяйственных животных, курировал 4 музея и художественную галерею. Был консультантом кинологических экспозиций Музея естественной истории.
За время военной службы Хэнкок побывал в 22 странах, где собирал сведения о местных собаках и их происхождении. В середине 1980-х занялся писательской деятельностью. На протяжении многих лет вёл авторскую колонку «Хэнкок пишет» (англ. Hancock write) в журнале Dogs Monthly, публиковался в британских и зарубежных журналах по собаководству, охоте, рабочему и спортивному использованию собак: Country Life, The Field, Dogs in Canada, Dog World, Dogs Today, Shooting times, Sporting Gun, The Countryman’s Weekly, Kennel Gazette. За 35 лет опубликовал более 800 статей и 13 книг. Обладатель первого приза ежегодного писательского конкурса Американской ассоциации писателей о собаках 2009 года, в 2007 году занял 2-е место.
Хэнкок последовательно высказывал позицию, что рабочее предназначение собаки — главный ориентир для заводчиков и судей в развии породы, а все изменения должны быть направлены на наилучшее приспособление собаки к исполняемой ею функции. Он критиковал Кеннел-клуб и породные клубы Британии за коммерциализацию собаководства, предпочтение декоративности в ущерб функциональности, гиперболизацию внешних признаков породы сверх практически необходимого в ущерб здоровью, качеству жизни и долголетию чистопородных собак. Участвовал в создании документального телесериала «Собаки, которые изменили мир» (англ. Dogs which changed the World), показанного в Европе и США в 2007 году, а также в нашумевшем фильме Джемаймы Харрисон «Породистые собаки в зоне риска» (Pedigree Dogs Exposed) на канале BBC One (2008). Вносил вклад в составление докладов о состоянии чистопородного разведения и здоровья собак (Bateson Report on pedigree breeding) в Британии. Был судьёй на выставках собак и испытаниях охотничьих собак. Сотрудничал с создателями новых пород собак, автор стандартов спортивного лукас-терьера, пламмер-терьера, викторианского бульдога (victorian bulldog).
Дэвид Хэнкок умер 13 марта 2021 года. Собранные им библиотека из 640 редких книг о собаках, коллекция из 5 тысяч фотографий и изображений собак, 30 альбомов вырезок и статей переданы в библиотеку Кеннел-клуба.